# Garra blanfordii
Garra blanfordii är en fiskart som först beskrevs av Boulenger, 1901.  Garra blanfordii ingår i släktet Garra och familjen karpfiskar. IUCN kategoriserar arten globalt som livskraftig. Inga underarter finns listade i Catalogue of Life.